# Elpis (planetoïde)
(59) Elpis is een planetoïde in een baan om de zon, in de planetoïdengordel tussen de banen van de planeten Mars en Jupiter. Elpis is ongeveer 164,8 km groot en heeft een elliptische baan, die ongeveer 8,5° helt ten opzichte van de ecliptica. Tijdens een omloop varieert de afstand tot de zon tussen de 2,393 en 3,034 astronomische eenheden.

## Ontdekking
Elpis werd op 12 september 1860 ontdekt door de Franse astronoom Jean Chacornac in Marseille. Chacornac ontdekte in totaal zes planetoïden, waarvan Elpis de laatste was.
Elpis is genoemd naar Elpis, in de Griekse mythologie de personificatie van de hoop.

## Eigenschappen
Elpis wordt door spectraalanalyse ingedeeld bij de C-type planetoïden. C-type planetoïden hebben een relatief laag albedo (en daarom een donker oppervlak) en zijn rijk in organische verbindingen. Elpis draait in 13,690 uur om haar eigen as.